# Wagaicis
Wagaicis là một chi bọ cánh cứng trong họ Ciidae.

## Các loài
- Wagaicis wagae Wankowicz, 1869